# Hypoxidaceae
Classification APG III (2009)
Famille
La famille des Hypoxidacées regroupe des plantes monocotylédones. Elle comprend 150 espèces réparties en 9 genres.
Ce sont des plantes herbacées, pérennes, à rosette, rhizomateuses ou à racine épaissie, à feuilles alternes, des régions tempérées à tropicales, largement répandues mais qui ne se rencontrent pas en Eurasie.
Cette famille n'existe pas en classification classique de Cronquist (1981), qui inclut cette plantes dans les Liliacées.

## Étymologie
Le nom vient du genre Hypoxis dérivé du grec υπο (ypo), sous et οξις (oxis), aigu, acide peut se référer à la forme des gousses. Cependant, le nom Hypoxis inventé en 1611 par le botaniste français Paul Reneaulme (1560-1624), signifie "un peu aigre", peut aussi se référer au goût des feuilles de cette plante. Il fut repris par Linné en 1759.

## Liste des genres
Selon World Checklist of Selected Plant Families (WCSP) (16 avr. 2010) :
- Curculigo Gaertn. (1788)
- Empodium Salisb. (1866)
- Hypoxidia F.Friedmann, Bull. Mus. Natl. Hist. Nat., B (1985)
- Hypoxis L., Syst. Nat. ed. 10 (1759)
- Molineria Colla, Hortus Ripul. (1826)
- Pauridia Harv. (1838)
- Rhodohypoxis Nel (1914)
- Saniella Hilliard & B.L.Burtt (1978)
- Spiloxene Salisb. (1866)

Selon Angiosperm Phylogeny Website (20 mai 2010) :
- Curculigo Gaertn.
- Empodium Salisb.
- Hypoxidia Friedmann
- Hypoxis L.
- Molineria Colla
- Pauridia Harv.
- Rhodohypoxis Nel
- Saniella Hilliard & B.L.Burtt
- Spiloxene Salisb.

Selon NCBI (16 avr. 2010) :
- Curculigo
- Empodium
- Hypoxidea
- Hypoxis
- Molineria
- Pauridia
- Rhodohypoxis
- Spiloxene

Selon DELTA Angio (16 avr. 2010) :
- Curculigo
- Empodium
- Hypoxidia
- Hypoxis
- Pauridia
- Rhodohypoxis
- Spiloxene

## Liste des espèces
Selon NCBI (16 avr. 2010) :
- genre Curculigo
  - Curculigo orchioides
- genre Empodium
  - Empodium veratrifolium
- genre Hypoxidea
  - Hypoxidea rhizophylla
- genre Hypoxis
  - Hypoxis glabella
  - Hypoxis hirsuta
  - Hypoxis juncea
  - Hypoxis leptocarpa
  - Hypoxis occidentalis
  - Hypoxis villosa
- genre Molineria
  - Molineria capitulata
  - Molineria latifolia
- genre Pauridia
  - Pauridia longituba
  - Pauridia minuta
- genre Rhodohypoxis
  - Rhodohypoxis baurii
  - Rhodohypoxis milloides
- genre Spiloxene
  - Spiloxene capensis

Selon World Checklist of Selected Plant Families (WCSP) (26 avr. 2010) :
- genre Curculigo  Gaertn. (1788)
  - Curculigo annamitica  Gagnep. (1934)
  - Curculigo breviscapa  S.C.Chen (1966)
  - Curculigo conoc  Gagnep. (1934)
  - Curculigo disticha  Gagnep. (1934)
  - Curculigo ensifolia  R.Br. (1810)
  - Curculigo erecta  Lauterb. (1913)
  - Curculigo orchioides  Gaertn. (1788)
  - Curculigo pilosa  (Schumach. & Thonn.) Engl. (1908)
  - Curculigo racemosa  Ridl. (1905)
  - Curculigo scorzonerifolia  (Lam.) Baker, J. Linn. Soc. (1878)
  - Curculigo seychellensis  Bojer ex Baker (1877)
  - Curculigo sinensis  S.C.Chen (1966)
  - Curculigo tonkinensis  Gagnep. (1934)
- genre Empodium  Salisb. (1866)
  - Empodium elongatum  (Nel) B.L.Burtt (1973)
  - Empodium flexile  (Nel) M.F.Thomps. ex Snijman (2000)
  - Empodium gloriosum  (Nel) B.L.Burtt (1973)
  - Empodium monophyllum  (Nel) B.L.Burtt (1973)
  - Empodium namaquensis  (Baker) M.F.Thomps. (1977)
  - Empodium plicatum  (Thunb.) Garside (1950)
  - Empodium veratrifolium  (Willd.) M.F.Thomps. (1972)
- genre Hypoxidia  F.Friedmann, Bull. Mus. Natl. Hist. Nat., B (1985)
  - Hypoxidia maheensis  F.Friedmann, Bull. Mus. Natl. Hist. Nat., B (1985)
  - Hypoxidia rhizophylla  (Baker) F.Friedmann, Bull. Mus. Natl. Hist. Nat., B (1985)
- genre Hypoxis  L., Syst. Nat. ed. 10 (1759)
  - Hypoxis acuminata  Baker (1889)
  - Hypoxis angustifolia  Lam. (1789)
  - Hypoxis argentea  Harv. ex Baker, J. Linn. Soc. (1878)
  - Hypoxis arillacea  R.J.F.Hend. (1987)
  - Hypoxis aurea  Lour. (1790)
  - Hypoxis bampsiana  Wiland (1997)
  - Hypoxis camerooniana  Baker (1898)
  - Hypoxis canaliculata  Baker, Trans. Linn. Soc. London (1878)
  - Hypoxis catamarcensis  Brackett (1923)
  - Hypoxis colchicifolia  Baker, Gard. Chron., n.s. (1884)
  - Hypoxis costata  Baker, J. Linn. Soc. (1878)
  - Hypoxis cuanzensis  Welw. ex Baker, Trans. Linn. Soc. London (1878)
  - Hypoxis curtissii  Rose (1903)
  - Hypoxis decumbens  L., Syst. Nat. ed. 10 (1759)
  - Hypoxis demissa  Nel (1914)
  - Hypoxis dinteri  Nel (1914)
  - Hypoxis domingensis  Urb. (1924)
  - Hypoxis exaltata  Nel (1914)
  - Hypoxis exilis  R.J.F.Hend. (1987)
  - Hypoxis filiformis  Baker, J. Linn. Soc. (1878)
  - Hypoxis fischeri  Pax (1892)
  - Hypoxis flanaganii  Baker (1896)
  - Hypoxis floccosa  Baker (1894)
  - Hypoxis galpinii  Baker (1896)
  - Hypoxis gardneri  R.J.F.Hend. (1987)
  - Hypoxis gerrardii  Baker, J. Linn. Soc. (1878)
  - Hypoxis glabella  R.Br. (1810)
  - Hypoxis goetzei  Harms (1901)
  - Hypoxis gregoriana  Rendle, J. Linn. Soc. (1895)
  - Hypoxis hemerocallidea  Fisch., C.A.Mey. & Avé-Lall. (1842)
  - Hypoxis hirsuta  (L.) Coville (1894)
  - Hypoxis humilis  Kunth (1816)
  - Hypoxis hygrometrica  Labill. (1805)
  - Hypoxis interjecta  Nel (1914)
  - Hypoxis juncea  Sm. (1792)
  - Hypoxis kilimanjarica  Baker (1898)
  - Hypoxis kraussiana  Buchinger ex C.Krauss (1845)
  - Hypoxis lata  Nel (1914)
  - Hypoxis lejolyana  Wiland (1997)
  - Hypoxis leucotricha  Fritsch (1901)
  - Hypoxis limicola  B.L.Burtt (1988 publ. 1989)
  - Hypoxis longifolia  Baker (1873)
  - Hypoxis lucens  McVaugh (1989)
  - Hypoxis ludwigii  Baker (1876)
  - Hypoxis lusalensis  Wiland (1997)
  - Hypoxis malaissei  Wiland (1997)
  - Hypoxis marginata  R.Br. (1810)
  - Hypoxis membranacea  Baker, J. Linn. Soc. (1878)
  - Hypoxis mexicana  Schult. & Schult.f. (1830)
  - Hypoxis monanthos  Baker, Trans. Linn. Soc. London (1878)
  - Hypoxis muhilensis  Wiland (1997)
  - Hypoxis multiceps  Buchinger ex Baker, J. Linn. Soc. (1878)
  - Hypoxis neliana  Schinz (1926)
  - Hypoxis nervosa  R.J.F.Hend. (1987)
  - Hypoxis nivea  Y.Singh (2007)
  - Hypoxis nyasica  Baker (1897)
  - Hypoxis oblonga  Nel (1914)
  - Hypoxis obtusa  Burch. ex Ker Gawl. (1816)
  - Hypoxis occidentalis  Benth. (1873)
  - Hypoxis oligophylla  Baker (1897)
  - Hypoxis parvifolia  Baker (1896)
  - Hypoxis parvula  Baker, J. Linn. Soc. (1878)
  - Hypoxis polystachya  Welw. ex Baker, Trans. Linn. Soc. London (1878)
  - Hypoxis potosina  Brackett (1923)
  - Hypoxis pratensis  R.Br. (1810)
  - Hypoxis protrusa  Nel (1914)
  - Hypoxis pulchella  G.L.Nesom (1993 publ. 1994)
  - Hypoxis rigida  Chapm., Fl. South. U.S. (1892)
  - Hypoxis rigidula  Baker, J. Linn. Soc. (1878)
  - Hypoxis robusta  Nel (1914)
  - Hypoxis sagittata  Nel (1914)
  - Hypoxis salina  M.Lyons & Keighery (2007)
  - Hypoxis schimperi  Baker, J. Linn. Soc. (1878)
  - Hypoxis sessilis  L. (1762)
  - Hypoxis setosa  Baker, J. Linn. Soc. (1878)
  - Hypoxis sobolifera  Jacq., Collectanea (1797)
  - Hypoxis stellipilis  Ker Gawl. (1822)
  - Hypoxis suffruticosa  Nel (1914)
  - Hypoxis symoensiana  Wiland (1997)
  - Hypoxis tepicensis  Brackett (1923)
  - Hypoxis tetramera  Hilliard & B.L.Burtt (1983)
  - Hypoxis uniflorata  Markötter, Ann. Univ. Stellenbosch, Reeks A (1930)
  - Hypoxis upembensis  Wiland (1997)
  - Hypoxis urceolata  Nel (1914)
  - Hypoxis vaginata  Schltdl. (1847)
  - Hypoxis villosa  L.f. (1782)
  - Hypoxis wrightii  (Baker) Brackett (1923)
  - Hypoxis zeyheri  Baker, J. Linn. Soc. (1878)
- genre Molineria  Colla, Hortus Ripul. (1826)
  - Molineria capitulata  (Lour.) Herb. (1837)
  - Molineria crassifolia  Baker, J. Linn. Soc. (1878)
  - Molineria gracilis  Kurz (1869)
  - Molineria latifolia  (Dryand. ex W.T.Aiton) Herb. ex Kurz (1864)
  - Molineria oligantha  C.E.C.Fisch. (1932)
  - Molineria prainiana  Deb (1965)
  - Molineria trichocarpa  (Wight) N.P.Balakr. (1967)
- genre Pauridia  Harv. (1838)
  - Pauridia longituba  M.F.Thomps. (1972)
  - Pauridia minuta  (L.f.) T.Durand & Schinz (1894)
- genre Rhodohypoxis  Nel (1914)
  - Rhodohypoxis baurii  (Baker) Nel (1914)
  - Rhodohypoxis deflexa  Hilliard & B.L.Burtt (1975)
  - Rhodohypoxis incompta  Hilliard & B.L.Burtt (1978)
  - Rhodohypoxis milloides  (Baker) Hilliard & B.L.Burtt (1975)
  - Rhodohypoxis rubella  (Baker) Nel (1914)
  - Rhodohypoxis thodiana  (Nel) Hilliard & B.L.Burtt (1975)
- genre × Rhodoxis  B.Mathew (1998)
  - × Rhodoxis hybrida  B.Mathew (1998)
- genre Saniella  Hilliard & B.L.Burtt (1978)
  - Saniella occidentalis  (Nel) B.L.Burtt (2000)
  - Saniella verna  Hilliard & B.L.Burtt (1978)
- genre Spiloxene  Salisb. (1866)
  - Spiloxene acida  (Nel) Garside (1936)
  - Spiloxene aemulans  (Nel) Garside (1936)
  - Spiloxene alba  (Thunb.) Fourc. (1932)
  - Spiloxene aquatica  (L.f.) Fourc. (1932)
  - Spiloxene canaliculata  Garside (1942)
  - Spiloxene capensis  (L.) Garside (1936)
  - Spiloxene curculigoides  (Bolus) Garside (1936)
  - Spiloxene dielsiana  (Nel) Garside (1936)
  - Spiloxene flaccida  (Nel) Garside (1936)
  - Spiloxene minuta  (L.) Fourc. (1932)
  - Spiloxene monophylla  (Schltr. ex Baker) Garside (1936)
  - Spiloxene nana  Snijman (2006)
  - Spiloxene ovata  (L.f.) Garside (1936)
  - Spiloxene pusilla  Snijman (2006)
  - Spiloxene schlechteri  (Bolus) Garside (1936)
  - Spiloxene scullyi  (Baker) Garside (1936)
  - Spiloxene serrata  (Thunb.) Garside (1936)
  - Spiloxene trifurcillata  (Nel) Fourc. (1932)
  - Spiloxene umbraticola  (Schltr.) Garside (1936)